# Пам'ятки історії Шаргородського району
У Шаргородському районі Вінницької області під обліком перебуває 51 пам'ятка історії.
| № п/п | Охоронний № | Найменування пам’ятки | Адреса                                                               | Дата (епоха)                                     | Дата відкриття або виявлення | Автори                                           | Матеріал                      | Основні розміри                              | Рішення про взяття під охорону |                   |
| ----- | ----------- | --- | -------------------------------------------------------------------- | ------------------------------------------------ | ---------------------------- | ------------------------------------------------ | ----------------------------- | -------------------------------------------- | ------------------------------ | ----------------- |
| 1.    | 1,09611E+11 | Братські могили червоноармійців, 5 воїнів визволителів, загиблих при звільненні міста та могила командира партизанського загонуО. Т. Меєра | 3                                                                    | м. Шаргород, Шаргородська сел/р, вул. Леніна     | 1919-20 р. р.1944 р.         | 1949 р.                                          | Київський худ. фонд.          | ск. з/бетон,пост.цегла                       | ск.3м,п.1,8х1,6х1,5 м          | №31310.06.1971 р. |
| 2.    | 1120        | Будинок, колишньої бурси, де навчались письменники М.М. Коцюбинський і С.В. Руданський                                                     | м. Шаргород, Шаргородська сел/р, вул. Леніна, 211                    | 1841-1849 р. р.1876-1880 р. р.мем. дошка 1972 р. | XIX ст.                      | невідомі                                         | цегла                         | 35х50                                        | №31310.06.1971 р.              |                   |
| 3.    | 1110        | Братська могила партизан, загиблих при звільненні села і пам’ятник 155 воїнам – односельчанам, загиблим на фронтах ВВВ                     | 2                                                                    | м. Шаргород, Шаргородська сел/р,вул. Леніна      | 1944 р.,1941-45 р. р.        | 1965 р.                                          | Київський худ. фонд           | ск. з/бетон,пост.цегла                       | ск.3 м,п.1,6х1,5х1,5 м         | №31310.06.1971р.  |
| 4.    | 120         | Пам’ятник воїнам - афганцям | м. Шаргород, Шаргородська сел/р, вул. Леніна.                        | 1979-89 р. р.                                    | 1990 р.                      | місцеві майстри                                  | бетон, граніт                 | ст. 4,5 м                                    | №47029.12.2002 р.              |                   |
| 5.    | 45          | Пам’ятник 76 воїнам – односельчанам, загиблим на фронтах ВВВ                                                                               | с. Андріївка, Носиківська с/р, вул. К. Маркса                        | 1941-45 р. р.                                    | 1987 р.                      | Вінниць-кий худ. фонд                            | __                            | ___                                          | №14816.07.1992 р.              |                   |
| 6.    | 181         | Пам’ятник 70 воїнам – односельчанам, загиблим на фронтах ВВВ                                                                               | с. Буднє, Слобода-Шаргородська с/р, біля школи.                      | 1941-45 р. р.                                    | 1975 р.                      | Київський і Вінниць-кий худ. фонд                | ск. з/бетон,камінь,пост.бетон | ск. 3 м,ск.0,8 м,п.1,6х2х1,8 м,п.2х0,4х0,4 м | №9617.02.1983 р.               |                   |
| 7.    | 479         | Пам’ятник 173 воїнам – односельчанам, загиблим на фронтах ВВВ                                                                              | с. Гибалівка, Гибалівська с/р, вул. Комсомоль-ська                   | 1941-45 р. р.                                    | 1977 р.                      | ск. Карловський м. Київ                          | ск. бронза,пост.камінь        | ск.2,8 м,п.1х2х1,8 м                         | №2919.06.1977 р.               |                   |
| 8.    | 47          | Пам’ятник жертвам голодомору | с. Гибалівка, Гибалівська с/р, за селом                              | 1932-33 р. р.                                    | 1990 р.                      | Київський худ. фонд                              | бетон                         | ск.1,5 м                                     | №14816.07.1992 р.              |                   |
| 9.    | 466         | Пам’ятник 190 воїнам – односельчанам, загиблим на фронтах ВВВ                                                                              | с. Голинчинці, Голинчинецька с/р, біля Будинку культури.             | 1941-45 р. р.                                    | 1976 р.                      | ск. Карловський, арх. Кисличен-ко, м. Київ       | ск. бронза,пост.камінь        | ск.2,8 м,п.1х3х2,5 м                         | №2919.06.1977 р.               |                   |
| 10.   | 46          | Пам’ятник 26 воїнам – односельчанам, загиблим на фронтах ВВВ                                                                               | с. Грелівка, Слобода-Шаргородська с/р, вул. Піонерська               | 1941-45 р. р.                                    | 1989 р.                      | місцеві майстри                                  | ____                          | ___                                          | № 14816.07.1992 р.             |                   |
| 11.   | 465         | Братська могила 4 радянських воїнів, загиблих при звільненні села                                                                          | с. Деребчин, Слобода-Шаргородська с/р, вул. 50-річчя ВЛКС            | 1944 р.                                          | 1958 р.                      | Київський худ. фонд                              | ск. з/бетон,пост.камінь       | ск.2,4 м,п.2,3х2,1 м                         | №2919.06.1977 р.               |                   |
| 12.   | 1105        | Пам’ятник 362 воїнам – односельчанам, загиблим на фронтах ВВВ                                                                              | с. Деребчин, Слобода-Шаргородська с/р, біля ставка                   | 1941-45 р. р.                                    | 1968 р.                      | Київський худ. фонд                              | ск. з/бетонпост.цегла         | ск. 3,1 м,п.1,7х1,7х1,7 м                    | №31310.06.1971 р.              |                   |
| 13.   | 11031097    | Братська могила 4 воїнів Радянської Армії, загиблих при обороні села                                                                       | с. Джурин, Джуринська с/р, вул. Смавзюка                             | 1941-44 р. р.                                    | 1954 р.                      | Київський худ. фонд                              | ск. з/бетонпост.цегла         | ск.2,5 м,п.2х1,6х1,1м                        | №31310.06.1971 р.              |                   |
| 14.   | 1103        | Пам’ятник 314 воїнам – односельчанам, загиблим на фронтах ВВВ                                                                              | с. Джурин, Джуринська с/р, вул. Заводська                            | 1941-45 р. р.                                    | 1970 р.                      | місцеві майстри                                  | ск.з/бетон,пост.цегла         | ск.9 м,п.2,7х2,7х2,7 м                       | №31310.06.1971 р.              |                   |
| 15.   | 1106        | Пам’ятник 118 воїнам – односельчанам, загиблим на фронтах ВВВ                                                                              | с. Довжок, Мурафська с/р, біля клубу.                                | 1941-45 р. р.                                    | 1969 р.                      | Київський худ. фонд                              | ск. з/бетон,пост.камінь       | ск.2,2 м,п.1,8х1,5х1,2 м                     | №31310.06.1971 р.              |                   |
| 16.   | 467         | Пам’ятник 219 воїнам – односельчанам, загиблим на фронтах ВВВ                                                                              | с. Зведенівка, Зведенівська с/р, біля контори КСП.                   | 1941-45 р. р.                                    | 1975 р.                      | ск. Карлов-ський м. Київ,арх. Кисли-ченком. Київ | ск. бронзапост. камінь        | ск.3м,п.1,2х2х1,6 м                          | №2919.06.1977 р.               |                   |
| 17.   | 468         | Пам’ятник 156 воїнам – односельчанам, загиблим на фронтах ВВВ                                                                              | с. Івашківці, Іващковецька с/р, в центрі села                        | 1941-45 р. р.                                    | 1970                         | Київський худ. фонд                              | ск. з/бетон,пост.камінь       | ск.3,2м,п.1,2х3,5х1,8 м                      | -//-                           |                   |
| 18.   | 469         | Пам’ятник 68 воїнам – односельчанам, загиблим на фронтах ВВВ                                                                               | с. Калинівка, Плебанівська с/р, біля школи                           | 1941-45 р. р.                                    | 1970 р.                      | ск. Копайго-ренко,арх. Богданов-ськийм. Київ     | ск з/бетон,пост. цегла        | ск.3м,п.1,3х1,35х1,35 м                      | №2919.06.1977 р.               |                   |
| 19.   | 470         | Пам’ятник 154 воїнам – односельчанам, загиблим на фронтах ВВВ                                                                              | с.Калитинка, Калитинська с/р, вул. Леніна                            | 1941-45 р. р.                                    | 1969 р.                      | ск.Маслен-ков,арх. Богданов-ський м. Київ        | ск. з/бетон,пост.цегла        | ск.3,5 м,п.1,6х1,5х1,5 м                     | №2919.06.1977 р.               |                   |
| 20.   | 209         | Пам’ятник 301 воїнам – односельчанам, загиблим на фронтах ВВВ                                                                              | с. Клекотина, Клекотинська с/р, вул. Вишнева                         | 1941-45 р. р.                                    | 1983 р.                      | Вінниць-кий худ. фонд                            | з/бетон                       | ск.3,5 м                                     | №22822.05.1986 р.              |                   |
| 21.   | 471         | Пам’ятник 115 воїнам –односельчанам, загиблим на фронтах ВВВ                                                                               | с. Козлівка, Козлівська с/р, вул. Шевченка                           | 1941-45 р. р.                                    | 1971 р.                      | Київський худ. фонд                              | ск. бронза, пост.камінь       | ск.1,80м,п.1.6х2,5х1,6 м                     | №2919.06.1977 р.               |                   |
| 22.   | 472         | Пам’ятник 156 воїнам – односельчанам, загиблим на фронтах ВВВ                                                                              | с.Конатківці, Конатковецька с/р, в центрі села.                      | 1941-45 р. р.                                    | 1975 р.                      | ск. Карловський, арх.Юхтов-ський,м. Київ         | ск.камінь,пост.камінь         | ск.1,80м,п.0,45х2,4х1,6 м                    | №2919.06.1977 р.               |                   |
| 23.   | 1109        | Пам’ятник 237 воїнам – односельчанам, загиблим на фронтах ВВВ                                                                              | с. Копистирин, Копистринська с/р, вул. Островського                  | 1941-45 р. р.                                    | 1968 р.                      | Київський худ. фонд                              | ск. з/бетон,пост.камінь       | ск.3 м,п.2,5х1,5х1,3 м                       | №31310.06.1971 р.              |                   |
| 24.   | 1110        | Пам’ятник 264 воїнам – односельчанам, загиблим на фронтах ВВВ                                                                              | с. Лозова, Лозівська с/р, в центрі села.                             | -//-                                             | 1968 р.                      | місцеві майстри                                  | об.камінь,пост.пісковик       | об. 9 м.п.1.5х5х5 м                          | №31310.06.1971 р.              |                   |
| 25.   | 1119        | Будинок, в якому жив український письменник М.М. Коцюбинський                                                                              | с. Лопатинці, Стрільницька с/р, біля школи                           | 1891-1892 р. р.                                  | XIX ст.                      | невідомі                                         | дерево                        | 200 м2                                       | №31310.06.1971р.               |                   |
| 26.   | 473         | Пам’ятник 56 воїнам – односельчанам, загиблим на фронтах ВВВ                                                                               | с. Мала Деребчинка, Деребчинська с/р, біля клубу                     | 1941-45 р. р.                                    | 1969 р.                      | Київський худ. фонд                              | ск. з/бетон,пост.камінь       | ск. 3,1 м,п.1,9х1,6х1,6 м                    | №2919.06.1977 р.               |                   |
| 27.   | 1111        | Пам’ятник 211 воїнам – односельчанам, загиблим на фронтах ВВВ                                                                              | с. Михайлівка, Михайлівська с/р, вул. Леніна                         | 1941-45 р. р.                                    | 1965 р.                      | місцеві майстри                                  | пост.камінь                   | ск.2,5м,п.2х1х1,5м                           | №31310.06.1971р.               |                   |
| 28.   | 1107        | Пам’ятник 326 воїнам – односельчанам, загиблим на фронтах ВВВ                                                                              | с. Мурафа(кол. Жданово), Мурафська с/р,при в’їзді в село             | 1941-45 р. р.                                    | 1967 р.                      | Київський худ. фонд                              | ск. з/бетон,пост.камінь       | ск.2,2м                                      | №31310.06.1971 р.              |                   |
| 29.   | 208         | Пам’ятник 155 воїнам – односельчанам, загиблим на фронтах ВВВ                                                                              | с. Носиківка, Носиківська с/р, вул. Леніна                           | 1941-45 р. р.                                    | 1985 р.                      | Вінниць-кий худ. фонд                            | з/бетон                       | ск.3 м                                       | №22822.05.1986 р.              |                   |
| 30.   | 1112        | Пам’ятник 101 воїну – односельчанину, загиблим на фронтах ВВВ                                                                              | с. Пасинки, Пасинківська с/р, біля Будинку культури                  | 1941-45 р. р.                                    | 1968 р.                      | ск.Сухоруковарх. Погребняк                       | ск. алебастр,пост.камінь      | ск.1,8 м,п.2х1,20х1,20 м                     | №31310.06.1971р.               |                   |
| 31.   | 1113        | Пам’ятник 161 воїну – односельчанину, загиблим на фронтах ВВВ                                                                              | с. Пеньківка, Пеньківська с/р, в центрі села                         | 1941-45 р. р.                                    | 1967 р.                      | Київський худ. фонд                              | ск. з/бетон,пост.камінь       | ск.2,8 м,п.2х7,5х0,3 м                       | №31310.06.1971р.               |                   |
| 32.   | 1114        | Пам’ятник 164 воїнам – односельчанам, загиблим на фронтах ВВВ                                                                              | с. Перепільчинці, Перепільчине-цька с/р, в центрі села.              | 1941-45 р. р.                                    | 1968 р.                      | Київський худ. фонд                              | ск. з/бетон,пост.камінь       | ск.2,5 м,п.2х2х2 м                           | №31310.06.1971р.               |                   |
| 33.   | 475         | Пам’ятник 118 воїнам – односельчанам, загиблим на фронтах ВВВ                                                                              | с. Писарівка, Писарівська с/р, вул. Леніна                           | 1941-45 р. р.                                    | 1970 р.                      | Київський худ. фонд                              | ск. з/бетон,пост.камінь       | ск.3 м,п.1х1,6х1,2 м                         | №2919.06.1977 р.               |                   |
| 34.   | 1108        | Пам’ятник 212 воїнам – односельчанам, загиблим на фронтах ВВВ                                                                              | с. Плебанівка, Плебанівська с/р, при в’їзді в села.                  | -//-                                             | -//-                         | ск.Копайго-ренко,арх.Вогда-нівський              | ск. з/бетонпост.цегла         | ск.3 м,п.1,3х1,5х1,5 м                       | №31310.06.1971р.               |                   |
| 35.   | 1094        | Братська могила 17 воїнів Радянської Армії, загиблих при звільненні села                                                                   | с. Політанки, Політанківська с/р, на кладовищі                       | 1944 р.                                          | 1957 р.                      | місцеві майстри                                  | об.камінь                     | об.4,5 м                                     | №31310.06.1971р.               |                   |
| 36.   | 476         | Пам’ятник 111 воїнам – односельчанам, загиблим на фронтах ВВВ                                                                              | с. Політанки, Політанківська с/р, в центрі села.                     | 1941-45 р. р.                                    | 1970 р.                      | Київський худ. фонд                              | ск. з/бетон,пост.камінь       | ск.2,45 м,п.2,1х1,7х1,7 м                    | №2919.06.1977 р.               |                   |
| 37.   | 253         | Пам’ятник 117 воїнам – односельчанам, загиблим на фронтах ВВВ                                                                              | с. Покутине, Калитинська с/р, вул. Леніна                            | 1941-45 р. р.                                    | 1984 р.                      | Вінниць-кий худ. фонд                            | з/бетон, граніт               | ск. 2,5 м.п.0,5 м                            | №7520.02.1985 р.               |                   |
| 38.   | 49          | Пам’ятник жертвам голодомору | с. Покутине, Калитинська с/р, вул. Леніна                            | 1932-33 р. р.                                    | 1992 р.                      | місцеві майстри                                  | з/бетон                       | ск. 1,.3 м                                   | №14816.07.1992 р.              |                   |
| 39.   | 480         | Пам’ятник 308 воїнам – односельчанам, загиблим на фронтах ВВВ                                                                              | с. Рахни Лісові, Рахнівсько-Лісова с/р, біля Будинку культури        | 1941-45 р. р.                                    | 1970 р.                      | Львів. худ. фонд                                 | ск. з/бетон,пост.граніт       | ск.2,8 м,п.1х1,5х1,8 м                       | №2919.06.1977 р.               |                   |
| 40.   | 1115        | Пам’ятник 158 воїнам – односельчанам, загиблим на фронтах ВВВ                                                                              | с. Руданське, Руданська с/р, вул. Леніна                             | 1941-45 р. р.                                    | 1967 р.                      | Львів. худ. фонд                                 | ск. з/бетон,пост.бетон        | ск.3,1 м,п.0,3х2х2 м                         | №31310.06.1971р.               |                   |
| 41.   | 254         | Пам’ятник 82 воїнам – односельчанам, загиблим на фронтах ВВВ                                                                               | с. Садківці, Садковецька с/р, вул. Горького                          | 1941-45 р. р.                                    | 1979 р.                      | Вінниць-кий худ. фонд                            | з/бетон                       | ___                                          | №7520.02.1985 р.               |                   |
| 42.   | 477         | Пам’ятник 90 воїнам – односельчанам, загиблим на фронтах ВВВ                                                                               | с. Сапіжанка, Сапіжанська с/р,в центрі села                          | 1941-45 р. р.                                    | 1970 р.                      | Київський худ. фонд                              | ск. з/бетон,пост.камінь       | ск.2,5 м,п.1,5х1,8х1,8 м                     | №2919.06.1977 р.               |                   |
| 43.   | 1116        | Пам’ятник 56 воїнам – односельчанам, загиблим на фронтах ВВВ                                                                               | с. Семенівка, Деребчинська с/р, біля школи.                          | 1941-45 р. р.                                    | 1968 р.                      | Київський худ. фонд                              | ск. з/бетон,пост.цегла        | ск.2,5 м,п.1,5х1,1х1,1 м                     | №31310.06.1971р.               |                   |
| 44.   | 1099        | Братська могила 86 воїнів Радянської Армії, загиблих при звільненні села                                                                   | с. Слобода - Шаргородська, Слобода- Шаргородська с/р, вул. Куйбишева | 1944 р.                                          | 1957 р.                      | місцеві майстри                                  | об.метал,пост.камінь          | об.4,5 м,п.0,6х4х1,5 м                       | №31310.06.1971р.               |                   |
| 45.   | 478         | Пам’ятник 202 воїнам – односельчанам, загиблим на фронтах ВВВ                                                                              | с. Слобода -Шаргородська, Слобода- Шаргородська с/р, вул. Леніна     | 1941-45 р. р.                                    | 1972 р.                      | Львів. худ. фонд                                 | об. з/бетон,ск. група         | об.11 м,ск. група 11 м                       | №2919.06.1977 р.               |                   |
| 46.   | 474         | Пам’ятник 162 воїнам – односельчанам, загиблим на фронтах ВВВ                                                                              | с. Стрільники, Стрільницька с/р, вул. Леніна                         | 1941-45 р. р.                                    | 1977 р.                      | ск. С.Ухов, м. Кишинів                           | ск. з/бетон,пост.граніт       | ск.3 м,п.1,5х1х2 м                           | №2919.06.1977 р.               |                   |
| 47.   | 50          | Пам’ятник 59 воїнам – односельчанам, загиблим на фронтах ВВВ                                                                               | с. Теклівка, Лозівська с/р, вул. Комсомоль-ська                      | 1941-45 р. р.                                    | 1989 р.                      | місцеві майстри                                  | з/бетон                       | ск. 2,5 м                                    | №14816.07.1992 р.              |                   |
| 48.   | 481         | Пам’ятник 70 воїнам – односельчанам, загиблим на фронтах ВВВ                                                                               | с. Федорівка, Федорівська с/р, при в’їзді в село.                    | 1941-45 р. р.                                    | 1970 р.                      | Львів. худ. фонд                                 | ск. з/бетон,пост. з/бетон     | ск.4 м,п.0,85х1,5х4,65 м                     | №2919.06.1977 р.               |                   |
| 49.   | 1117        | Пам’ятник 197 воїнам – односельчанам, загиблим на фронтах ВВВ                                                                              | с. Хоменки, Хоменківська с/р, вул. 50-річчя Жовтня                   | 1941-45 р. р.                                    | 1967 р.                      | Одеський худ. фонд                               | об. з/бетон                   | об..9 м                                      | №31310.06.1971р.               |                   |
| 50.   | 1118        | Пам’ятник 170 воїнам – односельчанам, загиблим на фронтах ВВВ                                                                              | с. Юхимівка, Юхимівська с/р, вул. Молодіжна                          | 1941-45 р. р.                                    | 1967 р.                      | Київський худ. фонд                              | ск.з/бетон,пост.камінь        | ск.3 м,п.1,8х3,2х3,2 м                       | №31310.06.1971 р.              |                   |
| 51.   | 51          | Пам’ятник 180 жертвам голодомору | с. Ярове, Юліямпільська с/р, вул. Будьонного                         | 1932-33 р. р.                                    | 1990 р.                      | Київський худ. фонд                              | бетон                         | ск. 1,4 м                                    | №14816.07.1992 р.              |                   |
|       |             | |                                                                      |                                                  |                              |                                                  |                               |                                              |                                |                   |

23 серпня 2013 року, з ініціативи письменника  Олександра Горобця, на фронтоні Джуринського сільського будинку культури відкрито меморіальну плиту з кольорового металу пам’яті Миколи Володимировича Попова, який  керуючи місцевим колгоспом у 1961-1974 роках зумів побудувати в населеному пункті ряд споруд, зокрема, приміщення місцевої середньої і музичної шкіл, будинку культури, контор колгоспу і сільпо, цілого ряду побутових і господарських приміщень. 
19 травня 2015 року, групою громадських активістів за участі письменників  Олександра Горобця,  Миколи Рябого,   Вадима Вітковського, на фронтоні Клекотинської середньої школи відкрито меморіальну дошку пам’яті видатного українського поета, письменника, перекладача і кіносценариста Аркадія Добровольського.  

## Джерело
- [Архівовано 19 червня 2012 у Wayback Machine.] Пам'ятки Вінницької області